# オーストステリングウェルフ
オーストステリングウェルフ（オランダ語: Ooststellingwerf [ˈoːststɛlɪŋˌʋɛr(ə)f] ( 音声ファイル)）は、オランダ北部のフリースラント州にある基礎自治体（ヘメーンテ）。西フリジア語ではなく、オランダ低ザクセン語のステリングワルフ方言が話される。

## 地区
| - アッペルスハ (Appelscha) - ドンケルブルク (Donkerbroek) - エルスロー (Elsloo) - フォハテロー (Fochteloo) - ハウレ (Haule) - ハウレルウェイク (Haulerwijk) - ランヘデイケ (Langedijke) | - マッキンハ (Makkinga) - ネイエベルコープ (Nijeberkoop) - オルデベルコープ (Oldeberkoop) - オーステルウォルデ (Oosterwolde) - ラーフェンスワウド (Ravenswoud) - ワスケメール (Waskemeer) |

2013年のオーストステリングウェルフ市の地図